# Mastcam-Z

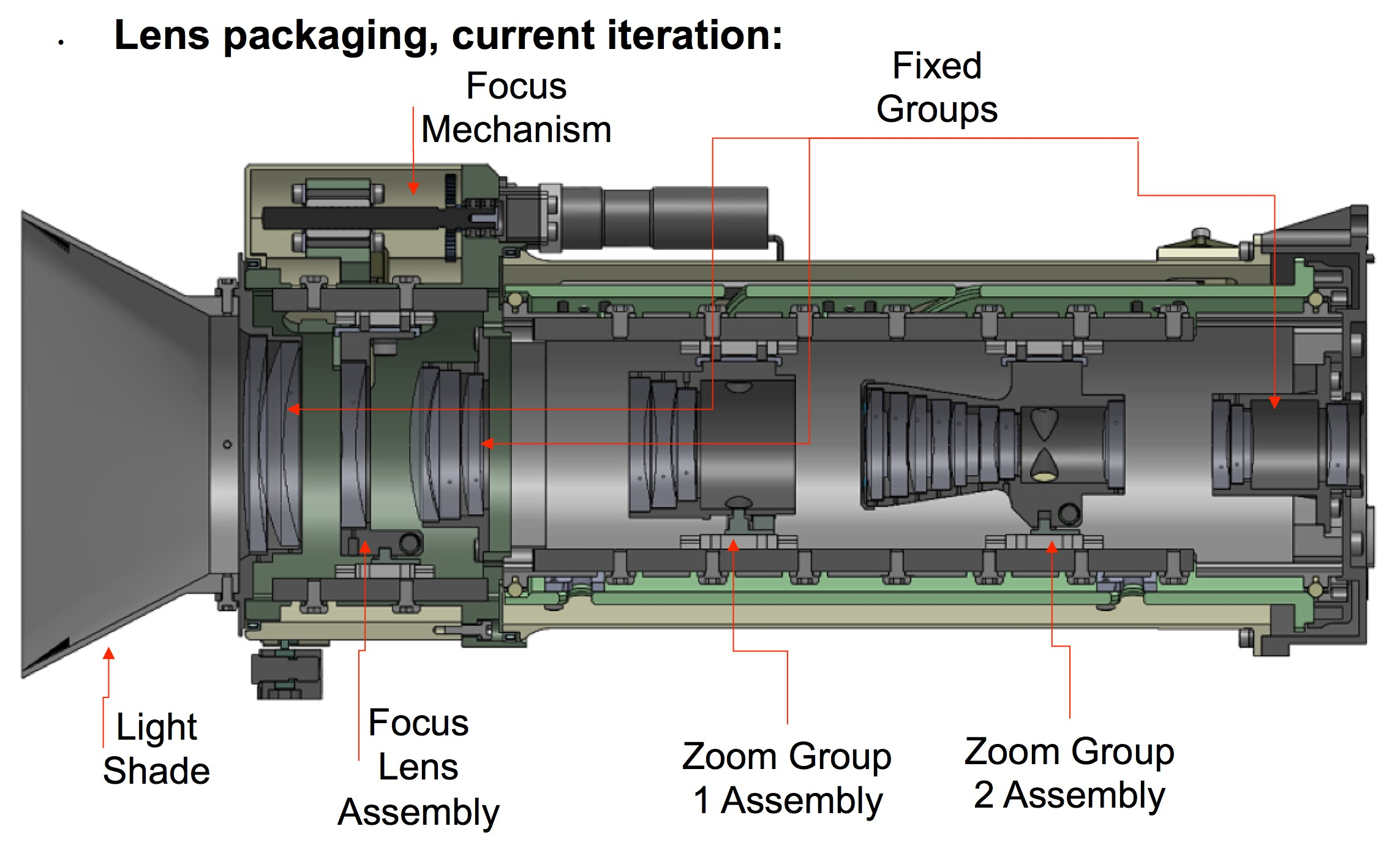
Mastcam-z

Mastcam-Z es un instrumento de imagen estereoscópica y multiespectral seleccionado por la NASA para la próxima misión del vehículo de Mars 2020. El investigador principal es Jim Bell de la Universidad Estatal de Arizona.
Su principal uso es tomar videos de alta definición, imágenes panorámicas en color e 3D de la superficie marciana y características en la atmósfera con una lente de zoom para magnificar objetivos distantes. Tiene una masa de unos 4 kilogramos.

## Galería de imágenes

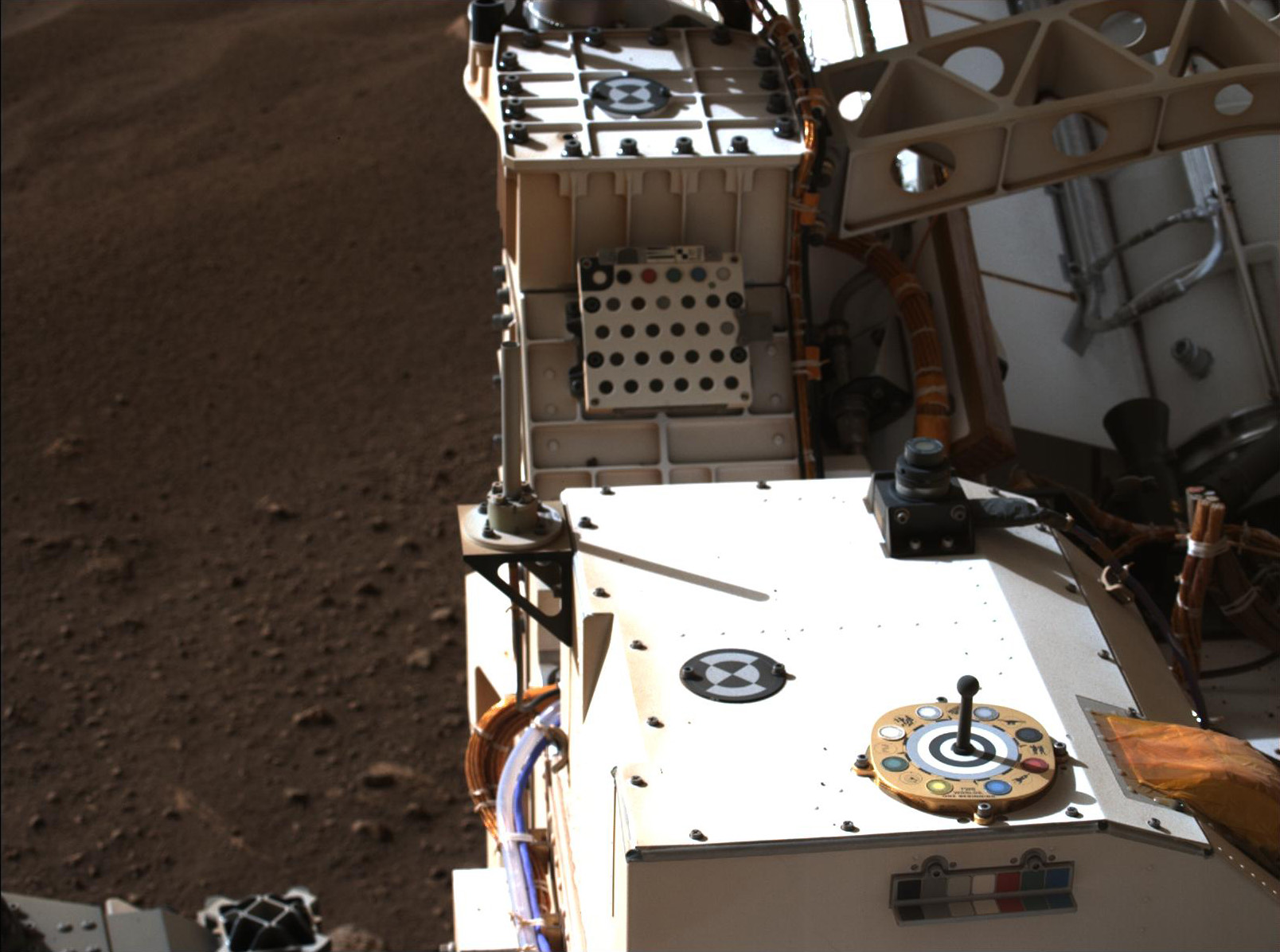
MastCam-Z mirando al objetivo de calibración a bordo del Perseverance.
Primer panorama de la MastCam-Z en marte